# كريستين تامبلين
كريستين تامبلين (12 يوليو 1951-1 يناير 1998) كانت فنانة وسائط نسوية أمريكية وناقدة ومعلمة.

## النشأة والتعليم
ولدت تامبلين في عام 1951 في وكيجان، إلينوي، وحضرت مدرسة البنات الكاثوليكية في مونديلين، مدرسة كارمل الثانوية للبنات. كانت خجولة جدًا عندما كانت طفلة ولم تتعلم أبدًا ركوب الدراجة أو قيادة السيارة. انتقلت إلى شيكاغو في عام 1968 أو 1969 وبدأت في تدقيق الدورات في جامعة شيكاغو أثناء عملها كمساعد إداري لشركة تأمين في حوالي عام 1973، بدأت دراستها الجامعية في مدرسة معهد شيكاغو للفنون، حيث ركزت على الفيديو والأداء بسبب مارأت أنه روابط لهم بالحياة اليومية. تأثرت جمالياتها في هذه الفترة بشدة بعمل آلان كابرو وأحداث أواخر الخمسينيات وأوائل الستينيات، وكذلك بمدرسة شيكاغو إيماجست لصانعي الفيديو، والتي تضمنت معلمها فيل مورتون. قامت بتدريس دورات على مستوى الدراسات العليا بالفيديو بينما كانت لا تزال في المرحلة الجامعية.
عند تخرجها من SAIC في عام 1979، انتقلت تامبلين إلى نيويورك وواصلت عملها الأدائي في مساحات East Village. كان هذا وقتًا عصيبًا في حياتها حيث كانت تفتقر إلى الوصول إلى المعدات المتطورة التي تحتاجها لإنتاج عملها. درست لفترة في مدرسة الفنون البصرية وشغلت بعض الوظائف الكتابية. بحلول أوائل الثمانينيات، أصبحت تامبلين تشارك بشكل متزايد في أعمال تنظيم المعارض. قررت الذهاب إلى كلية الدراسات العليا في جامعة كاليفورنيا، سان دييغو، حيث كانت قادرة على الدراسة مع كابرو وكذلك مع فناني المفاهيم والأداء إليانور أنتين وديفيد أنتين. حصلت على شهادة الماجستير في إدارة الأعمال. شهادة في عام 1986.
خلال أوائل التسعينيات، كانت تامبلين عضو هيئة تدريس في جامعة ولاية سان فرانسيسكو، وفي عام 1994 تم تعيينها كأستاذ مساعد في جامعة فلوريدا الدولية، ميامي. بعد ذلك بعامين، شغلت منصب أستاذ مساعد في قسم استوديو الفن في جامعة كاليفورنيا، إيرفين، حيث بدأت في وضع الأساس لمنهج الفنون الرقمية في القسم.
قبل وفاتها ببضعة أشهر، عادت تامبلين إلى سان فرانسيسكو. توفيت هناك بسبب سرطان الثدي في رأس السنة الجديدة 1998. أرشيفها موجود في جامعة كاليفورنيا، إيرفين.

## مهنة الفن والتدريس
بصفتها فنانة بصرية، عملت تامبلين في الأداء والوسائط الجديدة وكانت في طليعة أولئك الذين جربوا تقنيات الفيديو والكمبيوتر لإنشاء الفن المفاهيمي. في الواقع، جنبًا إلى جنب مع فنانين مثل تيموثي بينكلي، جادلت تامبلين بأن ظهور فن الكمبيوتر يمثل ذروة الحركة الفنية المفاهيمية في القرن العشرين. تم تغيير العديد من أعمال تامبلين من خلال سيرتها الذاتية، بما في ذلك مشاريع الأقراص المضغوطة She Loves It ، She Loves It Not: النساء والتكنولوجيا (1993)، والهويات الخاطئة (1995) - وكلاهما عُرض على نطاق واسع - وجودة الأرشفة بعد وفاتها (1998). من خلال تضمين مواد شخصية مثل مجلات الطفولة، أكدت تامبلين حقيقة أن الوسائط التفاعلية لا توفر مساحة من الحرية المطلقة للمشاهد ولكنها تقدم بدلًا من ذلك بنية تربط المشاهد بالفنان بشكل معقد. عُرضت أعمال تامبلين خلال حياتها في معهد الفنون المعاصرة (لندن)، وأرشيفات أفلام المحيط الهادئ (كاليفورنيا)، وسان فرانسيسكو إكسبلوراتوريوم، ومركز ويكسنر للفن المعاصر (أوهايو). معرض والتر فيليبس في مركز بانف (كندا) والعديد من الأماكن الدولية الأخرى.
كانت تامبلين تحب العمل مع فنانين آخرين، وكانت She Loves It ، She Loves It Not عبارة عن تعاون مع اثنين من طلابها في جامعة SFSU، مارجوري فرانكلين وبول تومبكينز. مقال تفاعلي متعدد الوسائط ينقل المواقف المتناقضة تجاه التكنولوجيا في الفن، وكان نوعًا بديلًا لكتاب الفنان وأحد الأقراص المدمجة الأولى التي أنشأتها وأنتجتها فنانة.
فاز القرص المضغوط الثاني لـ Tamblyn ، Mistaken Identities، الذي أقام مقارنات بين قصص حياة عشر نساء بارزات بعدد من الجوائز، بما في ذلك جائزة المتأهلين للتصفيات النهائية في معرض نيويورك للفيلم القصير والفيديو لعام 1996، وهو تقدير مشرف في عام 1996 "مسابقة أصوات جديدة ورؤى جديدة" برعاية مجلة وايرد، والجائزة الأولى في المهرجان الدولي للصورة عام 1997 في كولومبيا. في عام 1997 تم تكليف تامبلين من قبل National Endowment for the Arts لإنتاج قرص مضغوط جديد، جودة الأرشفة. كان هذا الكتالوج الخاص بكتاباتها وخبرتها قد اكتمل تقريبًا عندما توفيت وانتهى بها أصدقاؤها وزملائها.
في الثمانينيات، بدأت تامبلين العمل مع فناني الأداء النسويين. في عام 1984 تمت دعوتها من قبل مبنى لوس أنجلوس النسائي لإنشاء فيلم As the Worm Turns، وهو عمل يتحدى الموقف المناهض للمواد الإباحية الذي تشغله بعض النسويات. تؤيد بعض كتاباتها اللاحقة بالمثل الطرق التي يمكن أن تكون بها الصور الجنسية الصريحة بمثابة ترياق لبعض الإصدارات المثالية والتعليمية من النشاط الجنسي الأنثوي.
في عام 1984، انتقلت تامبلين إلى سان فرانسيسكو وبدأت التدريس في جامعة ولاية سان فرانسيسكو كمحاضرة ومنسقة لبرنامج الدراسات العليا، وهو المنصب الذي شغلته حتى عام 1996. على مدار السنوات القليلة التالية قامت أيضًا بالتدريس لفترات قصيرة في معهد سان فرانسيسكو للفنون ( 1988-1990)، جامعة كاليفورنيا، سانتا كروز(1989)، كلية ميلز (1990)، وجامعة كاليفورنيا، بيركلي (1990-1993)، حيث كانت أستاذة مساعدة زائرة.
أثناء إقامتها في منطقة الخليج، كتبت للعديد من المنشورات الفنية الكبرى، بما في ذلك Artweek (كمحرر مساهم)، وCinematograph (كمحرر)، و Art News (كمراسلة). في هذه المرحلة كانت تكتب النقد الفني وكتالوجات المعارض لأكثر من عقد من الزمان وعملت بالفعل كمحرر الفيديو والأداء لمجلة New Art Examiner من عام 1977 إلى عام 1979. كانت تامبلين ناقدة غزيرة الإنتاج، وواصلت كتابة العشرات من مراجعات وعدد من المقالات لـ Afterimage وHigh Performance و Leonardo بالإضافة إلى المنشورات المذكورة أعلاه. غالبًا ما تناولت كتاباتها قضايا الإقصاء بين الجنسين في وسائل الإعلام الجديدة، والرقابة على الفنانين، ورفض تمويل الفنون. اشتهرت بإنتاج مقالات نهائية من المسودة الأولى، دون الحاجة إلى مراجعات، وهي قدرة تنسبها إلى عادتها المستمرة في كتابة المجلات اليومية. مرتين، في عامي 1987 و 1990، تم تكريم كتاباتها من قبل جائزة John McCarron Art Writing منArtspace فيسان فرانسيسكو.